# 宿毛フェリー

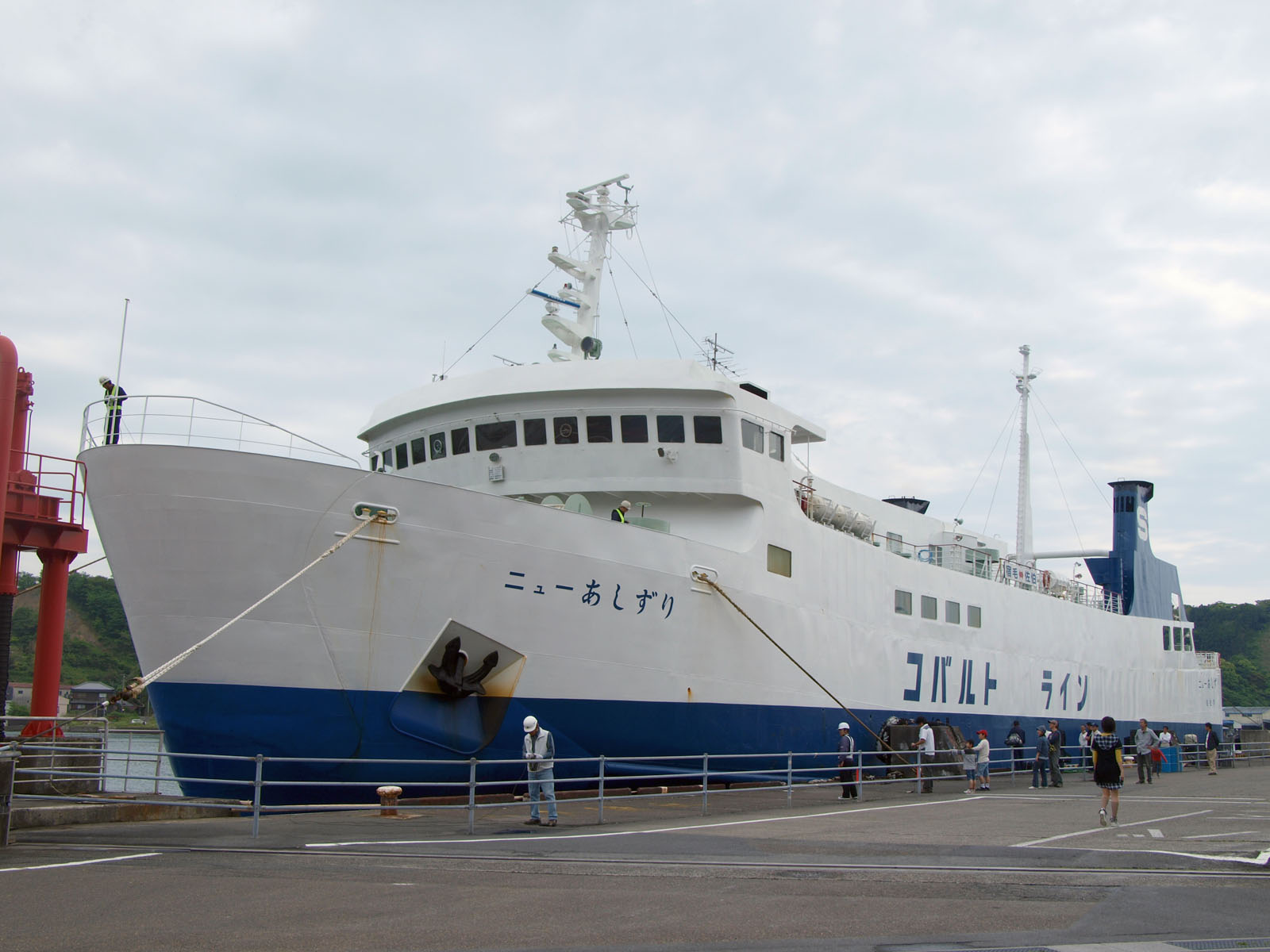
「ニューあしずり」（旧塗装） - 宿毛湾港

株式会社宿毛フェリー（すくもフェリー）は、高知県宿毛市片島9-34に本社を置く海運会社である。かつて同市にある宿毛湾港（宿毛湾、片島岸壁）と大分県佐伯市の佐伯港を結ぶフェリー航路を運航していたが2018年10月19日以降、運航を休止。同社は2019年3月に運航再開断念を公表し、同年5月には保有船舶を売却しており、宿毛市は新たな運航会社を探している。

## 概要
航路は、宿毛フェリーの前身である宿毛観光汽船が1971年に開設した。かつてはコバルトラインの愛称で親しまれた。
2004年1月26日、同社が自己破産手続開始の申立てを行い破産宣告を受けるとともに、同日午前3時発の便をもって運航を休止した。航路再開については当初、洞海マリンシステムズ（福岡県北九州市）が事業を継承すべく新会社「土佐・佐伯フェリー」を同年5月に設立したが頓挫した。のち、ケイシーライナー東京（東京都港区）など4社により「宿毛フェリー」が設立された。
運航再開にあたっては関連会社である周防灘フェリー（山口県周南市）の運航ノウハウを活かすとともに、従来2隻あった船舶を1隻とする合理化がなされた。また、高知県と同県の6市町村による4億円を限度とする補助スキームの設定といった地元側の支援も行われた。
2018年10月に再度運航を休止。2019年3月には宿毛フェリーが宿毛市に対して運航再開断念を正式に表明し、7月には唯一の船体を売却している。宿毛市では再開に向けて一般旅客航路を運航する海運会社へのアンケートや、関心を示した海運会社との協議を行っているが、再開のめどは立っていない。
大阪と高知を結ぶ航路を運航していた大阪高知特急フェリーが2005年6月に休止して以降は、高知県と県外を結ぶ唯一の定期旅客船航路であった。

## 沿革
- 1968年 - 片島（宿毛）-深浦-船越-佐賀関-大分-別府間で定期航路を運航していた宿毛汽船から分離して、宿毛観光汽船創業。片島（宿毛）-別府の直通便を運航[3]。
- 1971年9月6日 - 航路を変更し、宿毛-佐伯航路の運航を開始[3][9]。1,000トン型フェリー「あしずり」就航[10]。
- 1972年4月6日 - 国道九四フェリーから第2豊予丸（1,000トン）をチャーターし、1日6便の運航を開始[3][9]。
- 1974年3月 - 1,500トン型フェリー「さいき」就航[10]。
- 1985年6月 - 「あしずり」に代えて、1,000トン型フェリー「ニューあしずり」就航[10]。
- 1994年4月 - 「さいき」に代えて、1,500トン型フェリー「しまんと」就航[10]。
- 2004年
  - 1月26日 - 宿毛観光汽船が高知地方裁判所中村支部に自己破産を申請。破産宣告を受けたことに伴い、運航を休止する[4]。
  - 5月 - 航路運営の受け皿となる「土佐・佐伯フェリー」を設立するが、後に計画が頓挫する[5]。
  - 12月15日 - 新たに設立された「宿毛フェリー」が受け皿となり、航路の運航を再開する[7]。
- 2018年
  - 10月19日 - 燃料高騰のため、当分の間、全便運航休止することを発表[11][12]。
  - 11月1日 - 宿毛市議会への報告で、乗組員15人が解雇され、代表者と連絡が取れないことが判明する[13][14]。
  - 11月30日 - 寿燃料に対する支払い（6月分までの33万リットル分の燃料代）2,000万円余りが未払いとなっており、同社が船舶「ニューあしずり」を仮差押えしていることが明らかになる[15][16]。
  - 12月 - 宿毛フェリーが滞納分の燃料代を2021年9月まで毎月分割して支払うなどの内容で、寿燃料との和解が成立[17]。
- 2019年
  - 1月 - フェリー「ニューあしずり」の船体修理費等約3,360万円が未払いであるとして、島根県松江市の中村造船鉄工所が宿毛フェリーを高知地裁に提訴したことが明らかになる[18]。
  - 2月 - 高知地裁がフェリー「ニューあしずり」の競売開始を決定したことが明らかになる[19]。
  - 2月26日 - 宿毛フェリーから資金繰りが困難との説明を受けた宿毛市が、同社による運航再開を困難と判断し、代わりの運航会社を探す方針であることを表明[20][21]。
  - 3月5日 - 宿毛フェリーが運航再開断念を宿毛市に伝えたことが明らかになる[22]。
  - 5月 - 宿毛フェリーがフェリー「ニューあしずり」を長崎県壱岐市の不動産会社、壱岐商業開発に売却[1][2]。

## 航路
運休直前の時点では、宿毛湾港（片島岸壁）と佐伯港の間を、1日3往復、所要時間3時間10分で結んでいた。2004年12月の航路再開後は、再開前と比較して、運用船舶数および便数が減少していた。

## 船舶
いずれも、宿毛観光汽船時代に就航した船舶である（就航順に記載）。
- あしずり

1971年9月竣工・就航。990総トン、全長70m、幅13.6m、出力4,000馬力、航海速力16.1ノット（最大17.5ノット）。
旅客定員500人。車両積載数：トラック（8t換算）22台、乗用車60台。臼杵鉄工所建造。
1985年に売却ののち、1989年にフィリピンへ売却された。
- さいき[23]

臼杵鉄工所建造、1974年3月29日竣工、4月1日就航、船舶整備公団共有船。1994年、パナマへ売却。
1,522総トン、全長74.8m、垂線間長68.0m、幅13.6m、深さ4.5m、満載喫水3.2m、ニイガタ 6MG31EZ 2基2軸、4,000馬力、最高速力16.6ノット、航海速力15.9ノット
旅客定員611名、中型車3台、大型バス13台、乗用車6台
- しまんと

1994年3月竣工、同年4月就航。1,446総トン、全長89m、幅14.2m、出力6,000、航海速力18.8ノット（最大21.0ノット）。
旅客定員484人。車両積載数：トラック（8t換算）28台。臼杵造船所建造。
2004年、大韓民国へ売却された。
- ニューあしずり[10]

1985年6月竣工・就航。999総トン、全長73.6m、幅13.6m、出力1,800馬力×2基、航海速力16ノット（最大17.5ノット）。
旅客定員484人。車両積載数：トラック（8t換算）17台、乗用車4台。永宝造船建造。
船室は、1等、2等、ドライバー室および室単位で貸切となるファミリー室がある。
2019年5月に長崎県壱岐市の不動産会社壱岐商業開発に売却、用船先を探したものの見つからず転売が予定されている。